# Đakus
Đakus (em cirílico: Ђакус) é uma vila da Sérvia localizada no município de Žitorađa, pertencente ao distrito de Toplica, na região de Toplica. A sua população era de 806 habitantes segundo o censo de 2011.

## Demografia
| 1948 | 1953 | 1961 | 1971 | 1981 | 1991 | 2002 | 2011 |
| ---- | ---- | ---- | ---- | ---- | ---- | ---- | ---- |
| 877  | 851  | 934  | 981  | 958  | 859  | 904  | 806  |